# Gone Missing
Gone Missing também conhecido como Vanished (Brasil: Desaparecida ) é um filme dos Estados Unidos de 2013.

## Sinopse
A filha de Rene, Kaitlin e sua melhor amiga, Matty desaparecem de um resort em San Diego durante a semana do saco cheio. Insatisfeita com as respostas das autoridades, com a ajuda de seu filho Kennedy e a mãe de Matty, Lisa, eles começam a investigar o caso e descobrem alguns fatos perturbadores sobre a vida secreta de uma das desaparecidas.

## Elenco
- Daphne Zuniga ... Rene
- Lauren Bowles ... Lisa
- Brigette Davidovici ... Kaitlin
- Gage Golightly ... Matty
- Nicholas R. Grava ... Kennedy
- James Martin Kelly ... Oficial Benton
- Alejandro Patiño ... Martin Guzman
- Brock Harris ... Alex
- Hunter Garner ... Dylan
- David Stifel .... Willie

## Produção
Gone Missing é um dos primeiros filmes de Marvista que foi produzido com armazenamento em nuvem: o vídeo capturado durante a produção foi enviado diretamente para uma nuvem em vez de uma memória física, como é tradicionalmente feito nos filmes atuais.

## Lançamento
O filme foi apresentado pela primeira vez na Lifetime em 13 de junho de 2013. A estreia mundial ocorreu em 15 de junho de 2013. Foi lançado em Blu-ray no Reino Unido e Alemanha.

## Recepção
Dorothy Rabinowitz revendo o filme para o The Wall Street Journal escreveu:
Jill O'Rourke para o site Crushable disse: